# Hillary Makasa
Hillary Makasa (ur. 12 stycznia 1976) – piłkarz zambijski grający na pozycji obrońcy. W latach 1996–2003 grał w reprezentacji Zambii.

## Kariera klubowa
Karierę piłkarską Makasa rozpoczął w klubie Roan United z miasta Luanshya. W jego barwach zadebiutował w zambijskiej Premier League. W klubie tym grał do 1998 roku. W 1999 roku odszedł do Kabwe Warriors i jego graczem był przez sezon.
W połowie 1999 roku Makasa wyjechał do Republiki Południowej Afryki. Jego pierwszym klubem w tym kraju był Ajax Kapsztad, w którym grał do 2001 roku. Następnie przez rok grał w Ria Stars, a w sezonie 2002/2003 był piłkarzem klubu Pietersburg Pillars.
W 2003 roku Makasa wrócił do Zambii i został zawodnikiem Nchanga Rangers z miasta Chingola. Występował w nim do końca swojej kariery, czyli do 2006 roku.

## Kariera reprezentacyjna
W reprezentacji Zambii Makasa zadebiutował w 1996 roku. W swojej karierze trzykrotnie był powoływany do kadry na Puchar Narodów Afryki.
W 1996 roku Makasa z Zambią 3. miejsce w Pucharze Narodów Afryki 1996. Był na nim podstawowym zawodnikiem Zambii i rozegrał 6 meczów: z Algierią (0:0), Burkina Faso (5:1), ze Sierra Leone (4:0), ćwierćfinale z Egiptem (3:1), półfinale z Tunezją (2:4 i gol) oraz o 3. miejsce z Ghaną (1:0).
W 1998 roku Makasa rozegrał 1 mecz w Pucharze Narodów Afryki 1998, z Mozambikiem (3:1). W 2000 roku był w kadrze Zambii na Puchar Narodów Afryki 2000, jednak nie wystąpił na nim ani razu. Z kolei w 2002 roku był powołany do kadry na Puchar Narodów Afryki 2002. Zagrał na nim w 3 meczach: z Tunezją (0:0), z Senegalem (0:1) i z Egiptem (1:2). W kadrze narodowej grał do 2003 roku. Rozegrał w niej 54 mecze i strzelił 5 goli.